# Forze di difesa aerea (Unione Sovietica)
La Vojska protivovozdušnoj oborony (dal russo: Truppe di difesa aerea), spesso abbreviato Vojska PVO, denominata Vojska PVO страны fino al 1981 (dal russo: Truppe di difesa aerea del paese), è stata una delle cinque forze armate sovietiche, deputata alla difesa dello spazio aereo sovietico. A differenza delle forze di difesa aerea occidentali, la V-PVO fu una forza armata indipendente dall'Aeronautica militare sovietica. Generalmente, durante l'era sovietica, era annoverata come terza forza armata dopo le Forze missilistiche strategiche e l'Esercito sovietico.
Dopo il 1991, la V-PVO continuò ad operare per la Federazione Russa fino al 1998, quando venne incorporata nell'Aeronautica militare russa.

## Storia

### Origine della V-PVO e Impero russo

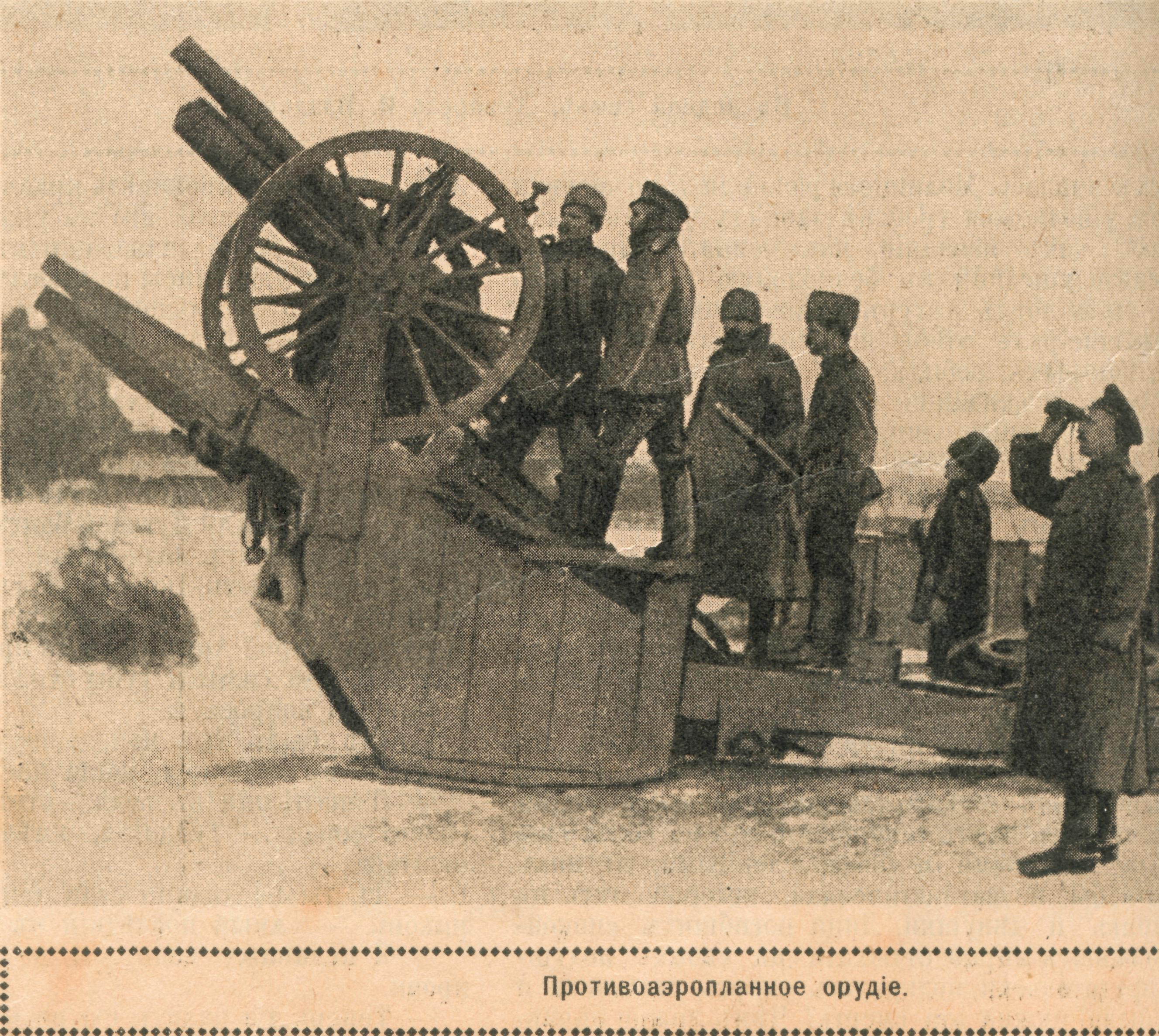
Cannone da campagna da tre pollici Putilov 76 mm M1902, adattato ad un affusto antiaereo. Fronte tedesco, fine del 1915 - primi del 1916

Lo sviluppo dell'arma aeronautica in tutto il mondo implicò di conseguenza la necessità di adeguati mezzi per combattere la nuova minaccia aerea e lo sviluppo di misure di copertura aerea per le truppe e le strutture logistiche.
Con l'inizio del 1914 in Russia venne adottato un cannone antiaereo da 76 mm (progettato da Franc Francevič Lender) i cui proiettili arrivavano ad un'altezza di 5 000 metri. Per colpire gli aerei venne anche utilizzato il cannone campale Putilov 76 mm M1902, cui speciali sottoaffusti consentivano una elevazione di 50-60° ed un brandeggio di 360°.
Nel 1914 vennero approntate le prime batterie antiaeree. L'efficacia del tiro dei cannoni antiaerei venne aumentata, ma senza soddisfare le richieste di una difesa efficace. Il consumo di colpi per un aereo abbattuto era sceso nel 1916 a 9 500, mentre nel 1918 a 3 000.
Per il rilevamento di aerei nemici e per avvertire la popolazione civile del pericolo, venne istituito il Servizio di sorveglianza aerea, di avviso e di comunicazione (VNOS, da Vozdušnogo nabljudenija, opovešenija i svjazi). Gli osservatori in servizio avevano il compito di avvistare gli aeromobili visivamente o acusticamente. Quando ciò avveniva, gli osservatori informavano via telefono o via telegrafo i comandi di artiglieria contraerea o degli aerei da intercettazione.
Nel 1916 vennero impiegati come mezzi di difesa aerea sbarramenti di palloni aerostatici per proteggere i grandi centri abitati.

### La difesa aerea durante la guerra civile
Nell'ottobre del 1917 nella fabbrica di Kirov, a Pietrogrado, venne approntato il primo treno blindato ed equipaggiato con cannoni contraerei. Entro la primavera del 1918 l'Armata Rossa possedeva circa 200 batterie d'artiglieria antiaeree e 12 squadriglie di aerei da caccia.
Ma la struttura della difesa aerea non era sufficientemente organizzata. Nel maggio del 1918 venne istituito l'Ufficio del comandante della formazione di batterie anti-aeree (Upravlenie zabedujušego formirovaniem zenitnych batarej), che segnò l'inizio della gestione centralizzata delle unità antiaeree di artiglieria. L'Ufficio operò  a Pietrogrado, a Kaluga (novembre 1918) ed a Nizhny Novgorod (maggio 1919).
Durante la guerra civile, venne organizzata la difesa, mediante osservazione visiva, di Pietrogrado e di Mosca. Tutti i punti di difesa disponevano di una unità della difesa aerea di aerei caccia-intercettori, artiglieria antiaerea e da campo, palloni di sbarramento e allarmi aerei.

### Lo sviluppo della difesa aerea dopo la guerra civile (1921-1940)
Negli anni tra le due guerre, per l'Unione Sovietica diventò un problema sentito quello di dotare le truppe di armi e attrezzature militari adeguate. Si cominciò a trovare soluzione a questo problema con l'avviato della riforma delle forze armate negli anni 1924-1925. Nel 1924 il comando d'artiglieria di Leningrado adottò un programma per migliorare l'artiglieria contraerea, per estendere la portata dei cannoni contraerei sia in altezza che in distanza, migliorare la loro efficienza e la velocità ed infine migliorare l'automazione del controllo di fuoco. Per individuare i calibri più efficaci per i cannoni contraerei vennero fabbricati nuovi cannoni di calibri differenti, dai più piccoli ai più grandi.
Durante gli anni trenta la difesa contraerea venne dotata di nuove attrezzature militari. Vennero introdotti in servizio i nuovi modelli di cannoni da 7,62 mm nel 1931, da 85 mm nel 1938 ed infine da 37 mm automatico nel 1939.
Negli anni 1929-1930 venne creata un sistema di controllo di tiro (PUAZO-1, da Pribor upravlenija artillerijskij zenitnym ognem, Strumentazione di controllo di tiro d'artiglieria antiaerea): i dati di tiro elaborati venivano poi forniti per telefono o a voce, ma ben presto venne sviluppato un sistema di tiro automatizzato. Nel 1935 le truppe sovietiche vennero dotate di dispositivi PUAZO-2, e, nel 1939, dei PUAZO-3.
L'aviazione sovietica cominciò ad essere equipaggiata con caccia più moderni: I-15, I-16, I-153, e, dal 1940, Yak-1, MiG-3, LaGG-3.

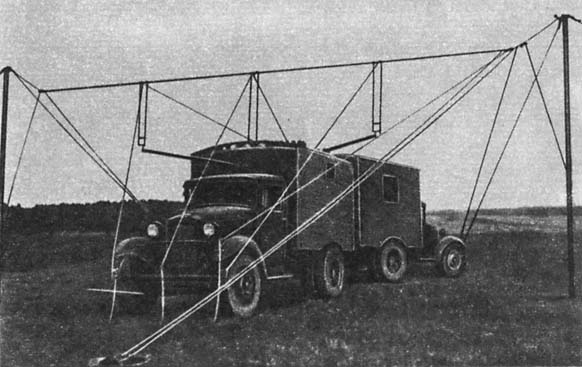
La ricevente radar del sistema RUS-1

Nel 1939 la VNOS ricevette ed introdusse in servizio il primo rilevatore radar, chiamato RUS-1 (radioulavlivatel' samoljotov, radiorilevatore di aerei), mentre nel 1940 arrivò il RUS-2.
Nel 1939 il numero di cannoni antiaerei divenne il triplo di quello che era nel 1934, mentre quello degli aerei da caccia divenne una volta e mezzo.
Nel periodo tra le due guerre vi fu un miglioramento dell'organizzazione e dell'amministrazione della struttura della difesa aerea. Nel 1924, a Leningrado, venne formato il primo reggimento e nel 1927 la prima brigata di artiglieria contraerea. Nel 1932 venne creata la prima divisione d'artiglieria contraerea.
Nel 1934, l'Ufficio della Difesa contraerea dell'Armata Rossa era guidato dal comandante di primo rango Sergjej Sergejevič Kamenev, e nel 1936 dal comandante di secondo rango Aleksandr Ignt'evič Sedjakin.
Nel 1937, per la difesa di importanti centri industriali ed amministrativi del Paese (Mosca, Leningrado, Baku) venne costituito il Corpo della difesa contraerea. Una grave lacuna nella struttura organizzativa della difesa aerea restava la mancanza di una propria struttura di unità con aerei da caccia, i quali agivano sotto il comando dell'Aeronautica militare.
Dal 4 giugno 1940 l'Ufficio della Difesa contraerea era comandato dal maggior generale Michail Filippovič Korolev, sostituito il 21 novembre 1940 dal colonnello Prozorov, a sua volta sostituito il 18 dicembre dal tenente generale Dmitrij Timofejevič Kozlov. Nel febbraio 1941 l'intera zona di frontiera del paese venne suddivisa in differenti sezioni della difesa contraerea (distretti militari).